# Triachus postremus
Triachus postremus är en skalbaggsart som beskrevs av J. L. Leconte 1880. Triachus postremus ingår i släktet Triachus och familjen bladbaggar. Inga underarter finns listade i Catalogue of Life.